# Satoshi Kamiya
Satoshi Kamiya (nascido em 1981) é um dos mais avançados mestres do origami no mundo. Fazendo origami desde os dois anos de idade, Satoshi fez centenas de modelos de origami, suas obras mais famosas são dois dragões, um é chamado de "Divino Dragão Bahamut" (Divine Dragon Bahamut) e o outro é chamado de "Dragão Antigo" (Ancient Dragon). Satoshi baseou-se muito de seus modelos, incluindo os dragões, em episódios japoneses de Mangá.
Grande Parte dos origamis de Satoshi são extremamentes complexos; os dragões tem em torno de 275 passos cada, e necessitam de um quadrado de 52 cm de papel fino. Ele também fez uma Baleia Azul (Blue Whale), um Mamute (Woolly Mammoth), um tigre dente-de-sabre, vários dinossauros incluindo o Tirannosauro, um Mago (Wizard) (um raro exemplo de origami asimétrico), e mesmo um terceiro, não publicado, o Dragão Chinês, Ryujin, com escamas, bigode, garras e chifres. Satoshi recentemente publicou um livro com muito desses modelos. Claramente diagramados em inglês e japonês, para os dobradores de elite e experientes.